# THRA
THRA (англ. Thyroid hormone receptor, alpha) – білок, який кодується однойменним геном, розташованим у людей на короткому плечі 17-ї хромосоми. Довжина поліпептидного ланцюга білка становить 490 амінокислот, а молекулярна маса — 54 816.
| 10         |  | 20         |  | 30         |  | 40         |  | 50         |
| ---------- |  | ---------- |  | ---------- |  | ---------- |  | ---------- |
| MEQKPSKVEC |  | GSDPEENSAR |  | SPDGKRKRKN |  | GQCSLKTSMS |  | GYIPSYLDKD |
| EQCVVCGDKA |  | TGYHYRCITC |  | EGCKGFFRRT |  | IQKNLHPTYS |  | CKYDSCCVID |
| KITRNQCQLC |  | RFKKCIAVGM |  | AMDLVLDDSK |  | RVAKRKLIEQ |  | NRERRRKEEM |
| IRSLQQRPEP |  | TPEEWDLIHI |  | ATEAHRSTNA |  | QGSHWKQRRK |  | FLPDDIGQSP |
| IVSMPDGDKV |  | DLEAFSEFTK |  | IITPAITRVV |  | DFAKKLPMFS |  | ELPCEDQIIL |
| LKGCCMEIMS |  | LRAAVRYDPE |  | SDTLTLSGEM |  | AVKREQLKNG |  | GLGVVSDAIF |
| ELGKSLSAFN |  | LDDTEVALLQ |  | AVLLMSTDRS |  | GLLCVDKIEK |  | SQEAYLLAFE |
| HYVNHRKHNI |  | PHFWPKLLMK |  | EREVQSSILY |  | KGAAAEGRPG |  | GSLGVHPEGQ |
| QLLGMHVVQG |  | PQVRQLEQQL |  | GEAGSLQGPV |  | LQHQSPKSPQ |  | QRLLELLHRS |
| GILHARAVCG |  | EDDSSEADSP |  | SSSEEEPEVC |  | EDLAGNAASP |  |            |

A: Аланін

C: Цистеїн

D: Аспарагінова кислота

E: Глутамінова кислота

F: Фенілаланін

G: Гліцин

H: Гістидин

I: Ізолейцин

K: Лізин

L: Лейцин

M: Метіонін

N: Аспарагін

P: Пролін

Q: Глутамін

R: Аргінін

S: Серин

T: Треонін

V: Валін

W: Триптофан

Кодований геном білок за функцією належить до рецепторів. 
Задіяний у таких біологічних процесах, як транскрипція, регуляція транскрипції, альтернативний сплайсинг. 
Білок має сайт для зв'язування з іонами металів, іоном цинку, ДНК. 
Локалізований у ядрі.